# 3e division de mitrailleuses et d'artillerie
Pour les articles homonymes, voir 3e division.
La 3e division de mitrailleuses et d'artillerie (russe : 3-я пулемётно-артиллерийская дивизия) est une unité militaire de l'Armée de terre soviétique, active de 1946 à 1949, stationnée en Daurie (en). Elle est créée en 1939 sous le nom de 31e région fortifiée.

## Historique
La 31e région fortifiée (russe : 31-й укреплённый район, numéro d'unité militaire 18013) est créée en 1939 avant le déclenchement de la guerre soviéto-japonaise. Elle est subordonnée jusqu'en septembre 1941 du district militaire de Transbaïkalie puis à la 36e armée du front de Transbaïkalie.
Elle participe à la guerre soviéto-japonaise de 1945, et est considérée comme faisant partie de l'armée active du 9 août au 3 septembre. Après octobre 1945, elle passe avec la 36e armée au district militaire de Transbaïkalie-Amour (district militaire de Transbaïkalie à partir de juillet 1947).
En août 1946, elle devient la 3e brigade de mitrailleuses et d'artillerie, toujours au sein de la 36e armée. À l'été 1947, elle devient la 3e division de mitrailleuses et d'artillerie, dissoute en 1949.